# Старе Зубарьово
Старе Зубарьо́во (рос. Старое Зубарёво, ерз. Старое Зубарево) — присілок у складі Краснослободського району Мордовії, Росія. Адміністративний центр Старозубарьовського сільського поселення.
Населення — 511 осіб (2010; 545 у 2002).
Національний склад (станом на 2002 рік):
- росіяни — 94 %